# 각화초등학교
각화초등학교는 대한민국 광주광역시 북구에 있는 초등학교다.

## 학교 연혁
- 1990. 01. 09. 각화초등학교 설립 인가
- 1990. 03. 01. 각화초등학교 개교(19학급)
- 1992. 10. 01. 교단 선진화 시범학교 운영보고(1/1)
- 1994. 09. 29. 교육방송 활용 시범학교 운영보고(2/2)
- 1996. 03. 01. 각화초등학교로 교명 개칭
- 1996. 10. 04. 컴퓨터활용 시범학교 운영보고(2/2)
- 1998. 03. 09. 각화초등학교 병설유치원 개원(1학급)
- 1998. 10. 20. 정보활용교육 시범학교 운영보고(2/2)
- 2007. 10. 30. 각화관 개관
- 2012. 10. 26. 교원업무경감 시범학교 운영 보고
- 2014. 03. 01. 인성교육 우수학교
- 2015. 02. 16. 제25회 졸업식(총 4648명)
- 2015. 03. 01. 제11대 이숙영 교장 취임